# Білокуровицька волость
Білокуровицька волость (до 1905 року — Жубровицька волость) — адміністративно-територіальна одиниця Овруцького повіту Волинської губернії Російської імперії та Української держави. Волосний центр — село Жубровичі, з 1905 року — село Білокуровичі.
Станом на 1885 рік складалася з 11 поселень, 11 сільських громад. Населення — 4139 осіб (2156 чоловічої статі та 1983 — жіночої), 577 дворових господарства.
|                     | Площа, десятин | У тому числі орної, дес. |
| ------------------- | -------------- | ------------------------ |
| Сільських громад    | 11608          | 2881                     |
| Приватної власності | -              | -                        |
| Казенної власності  | 85124          | -                        |
| Іншої власності     | 96             | 75                       |
| Загалом             | 96828          | 2959                     |

Основні поселення волості:
- Жубровичі — колишнє державне село за 75 верст від повітового міста, 648 осіб, 88 дворів, волосне правліення, православна церква, школа. За 18 верст смоляний завод.
- Білокуровичі — колишнє державне село при річці Жерев, 988 осіб, 140 дворів, православна церква, водяний млин.
- Зубковичі — колишнє державне село при річці Уборть, 825 осіб, 120 дворів, 2 водяних млини.
- Родович — колишнє державне село при річці Норинь, 670 осіб, 89 дворів, православна церква.